# Chiesa di San Rocco (Albino)
La chiesa di San Rocco è il luogo di culto cattolico di Albino posto sul Monte Misma sulla parte sinistra del fiume Serio costruito sopra un antico castello fortilizio e poco distante dall'impianto dismesso dell'azienda Italcementi.

## Storia
Vi era nel Trecento, sul pendio del monte Misma, sul lato sinistro del Serio, un edificio fortilizio ghibellino della famiglia dei nobili albinesi Da Piano, che aveva a fianco una piccola chiesa. Questi furono distrutti dai guelfi durante la guerra tra guelfi e ghibellini che nel XV secolo devastò la bergamasca e che coinvolse la terra albinese. Fu del 12 maggio 1400 la richiesta della ricostruzione del fortilizio, concessa dal Duca di Milano, come protezione alla valle, fortilizio che fu probabilmente costruito a spese di tutta la comunità, e che inglobò una piccola cappella. Non vi è però citazione dell'esistenza di detto castello, nei documenti riferibili ai fortilizi presenti sul territorio bergamasco, stilati durante la Repubblica di Venezia.
La peste e le numerose altre pestilenze, portarono i cittadini albinesi alla intitolazione del piccolo oratorio ai due santi protettori degli appestati, Rocco e Sebastiano. Del 17 ottobre 1507 i consoli Pietro Vitali e Martino Isabelli convocarono il Consiglio degli Uomini di Albino e di Bondo e officiarono san Rocco come santo protettore della comunità cittadina, aggiungendolo alle devozioni già presenti dei santi Cristoforo, Sebastiano, Cristoforo e Bernardino da Siena. Alla Scuola dei santi Rocco, Sebastiano e Cristoforo, fu affidata la gestione dell'edificio. Numerosa è la documentazione di lasciti testamentari registrati negli anni dal 1517 al 1542, fino al 1573 anno in cui un romito iniziò ad abitare presso il luogo di culto.
Gli atti della visita pastorale del vescovo Pietro Lippomano elencano una oratorio campestre di San Rocco, mentre non vi è indicazione negli atti della visita di Vittore Soranzo, mentre il vescovo Federico Corner del 1564 testimonia la presenza del sacerdote Gio. Pietro Marini, rettore della chiesa di San Giuliano. La visita di san Carlo Borromeo ne fa una descrizione particolareggiata. Misura 12 braccia per ciascun lato e aveva un unico altare posto in una piccola cappella pitturata a fresco, e sull'altare ad occidente la presenza delle tre statue dei santi della congregazione. Egli ordinò la costruzione di una sagrestia e il consolidamento della volta che presentava segni di degrado ordinando anche la rimozione di un altare che si trovava sotto il porticato esterno.
Il piccolo oratorio fu ornato di molte opere pittoriche che però furono rimosse e locate in altre sistemazioni. L'altare maggiore era ornato da una pala raffigurante la Madonna con i santi Cristoforo, Rocco e Sebastiano di Gian Paolo Cavagna,  quello di sinistra aveva la pala di Cristo in gloria con i santi Pantaleone e Margherita d’Antiochia del pittore Francesco Zucco, a destra sempre del Cavagna il dipinto  Madonna con i santi Barnaba e Matteo. Tutti queste opere furono locate nella chiesa parrocchiale di San Giuliano nel corso del XIX secolo. Il dipinto Cristo che porta la Croce lavoro di Giovan Battista Moroni che era locato in questa chiesa, fu poi portato nel Santuario Madonna del Pianto, considerato uno dei migliori lavori dell'artista albinese eseguito nel 1575.
Nel XIX secolo l'edificio venne completamente riedificato con il rifacimento dell'affrescatura interna, e in cambio della donazione delle tele alla chiesa di San Giuliano, ottenne due pitture di valore minore che furono poste sugli altari laterali. Nel medesimo periodo il prossimità dell'edificio furono aperte una cava di pietrame nel 1742 per costruzione della chiesa di Sant'Anna e nel 1829 una calchera per la produzione di calce, fino al 1855, quando Giacinto Guffanti costruì il cementificio che fu alienato poi alla società Italcementi. I lavori di scavazione portarono però danni alla chiesa, con la frana del 1888 che causò la distruzione della sagrestia e di una parte dell'edificio. 

Nel 1924 furono eseguiti lavori di restauro, con la costruzione della nuova torre campanaria. I restauri proseguirono fino al 2007 con restauri di tipo conservativo.

## Descrizione
La facciata esterna, con tetto a falda doppia, si presenta molto semplice ma con numerose aperture asimmetriche a indicare la particolare storia di restauri e rifacimenti subiti dalla chiesa nei diversi secoli.

L'interno è ad un'unica aula a pianta centrale su base quadrata a croce greca inscritta. La base quadrata, grazie a quattro trombe angolari, si modifica in un sistema di copertura della volta che diventa ottagonale, identica formazione era presente nel coro della chiesa di san Giuliano prima della sua riedificazione.
Le cappelle laterali hanno una corniciatura con paraste piegate a libro che poggiano su semicolonne, i cui capitelli hanno una particolare conformazione ottocentesca, che formano la raggera della volta ad ombrello. La cappella del Crocefisso, intitolata poi al Santissimo nome di Gesù, è collegata con l'aula da un accesso posto sul transetto destro.

### Affresco dell'Ascensione di Cristo
Il catino absidale del presbiterio presenta l'affresco dell’Ascensione di Cristo rinvenuto dai restauri del 2007, ma già indicato nella visita pastorale di san Carlo Borromeo che citava la presenza di pitture sulla parete di fondo e sulla volta della cappella maggiore fornicata et picta, anche se non rilasciava descrizione sul soggetto raffigurato ma che indicava la oblatio pubblica del 16 agosto, tradizionale festa di san Rocco, per festeggiare l'Ascensione. Presumibilmente il dipinto Moroni del Cristo portacroce che il Moroni aveva dipinto solo in quegli anni, era posizionato su questo altare, quindi giustificabile il correlato semantico per l'affresco della salita al cielo quale immagine di redenzione e gloria..
L'affresco posto sull'abside della chiesa di san Rocco sul monte Misma, racconta l'Ascensione (Atti degli Apostoli 1,9-12) sul monte degli Ulivi. È quindi consona la sua collocazione.
La realizzazione di questo affresco potrebbe essere attribuita ai Marinoni, famiglia di pittori di Desenzano al Serio, molto attiva per ben quattro generazioni sul territorio. Il fatto biblico fu testimoniato dai dodici apostoli, e l'affresco della chiesa di San Rocco, è inserito in una struttura neoclassica settecentesca, ma che dal restauro presenterebbe un dipinto a fresco di personaggi inginocchiati con lo sguardo rivolto verso l'atto identificabili negli apostoli. Gli Atti degli apostoli, non narrano della presenza della Madonna ma di due angeli, così come rappresentato nel dipinto. I due angeli posti ai lati del Cristo sono di ottima fattura, sicuramente realizzati con il sopporto di cartone, vi è ancora la traccia di un chiodo posizionato per fissare il modello al muro, metodo molto in uso dalla bottega marinoniana,  migliore del Cristo centrale, che è raffigurato nell'ascesa in una mandorla di bianche nubi, che però sono troppo abbondanti tanto da stringere l'angelo di destra contro la calotta della volta.
Difficile confermare l'esecuzione dell'opera alla bottega di Desenzano, perché presenta alcune forti inesattezze, come il trigramma IHS posto nel tondo centrale del soffitto dell'abside, che è scritto al contrario, indicando una ingenuità dell'esecutore, anche se sono riscontrabili assonanze con il Polittico del Romacolo, e del Polittico della Madonna di Monte di Nese. L'angelo di destra presenta i medesimi tratti somatici della santa Caterina d'Alessandria nella Chiesa di Sant'Alessandro della Croce, mentre il Cristo presenta affinità con il Polittico di Pontenossa, e di Boario.
Si deve considerare la morte prematura di Ambrogio e la gestione da parte della vedova che si trovò a assegnare l'ultimazione delle commissioni già ottenute a diversi artisti, non tutti preparati. Questo successe con il polittico di San Bartolomeo, ultimo lavoro della bottega.